# Іванко-дурник
Іванко-дурник (рос. Иван-дурак, Иванушка-дурачок) — частий та головний персонаж російських народних казок. Іванко-дурник описується як симпатичний світловолосий і блакитноокий молодик. Згадується в таких російських казках як: «Свинка — золота щетинка», «Горбоконик», «Сивка-Бурка», «Іван селянський син і чудо-юдо», «Кінь, скатертина і ріжок» тощо.

## Походження. Характеристика. Мораль
В історіях, Іванко-дурник, зазвичай, зображується як мужичів син з бідної родини. Він, зазвичай, молодший з трьох братів, які, набагато розумніші, ніж він, проте які недобрі та заздрісні до нього.
Простота Івана і відсутність лукавства, завжди допомагають йому в його пригодах. Наприклад, він прислухається до свого серця, а не до розуму, він легко забуває про кривду і прагне допомогти іншим, навіть власним коштом. Його наївність, доброта і сміливість допомагають йому боротися з лиходіями, заводити друзів, завойовувати серця принцес і зрештою нагороджується.
Мораль цих історій в тому, що Іван-дурень насправді рідко дурень, він просто сприймається таким завдяки своїй простоті характеру і веселістю. За однією з версій, персонаж «Іван-дурень», який був спочатку створений не був призначений бути дурнем взагалі. У той час (15—16 століття) російське слово «дурак» (укр. дурень) не мало негативної конотації, і використовувалося для позначення молодшого сина у родині. І тільки пізніше слово отримало нове значення, з якого виникла двозначність.

## У сучасному мистецтві
- Іванко-дурник — дитяча опера композитора цезаря Кюі 1913.
- Як Іванко-дурник по диву ходив
- Іванко-Дурник (фільм)
- Горбоконик
- Василиса Прекрасна
- Про Івана-дурника